# Andrea Raggi
Pour les articles homonymes, voir Raggi.
Andrea Raggi, né le 24 juin 1984 à La Spezia, est un ancien footballeur italien ayant evolué au poste de défenseur entre 2003 et 2019. Il est passé par de nombreux clubs italiens avant de jouer à l’AS Monaco.

## Biographie

### Carrière en club

#### Empoli FC (2003-2008)
Formé à Empoli, Raggi est prêté en 2003-2004 à Carrarese en C2 où il joue 29 matchs de Serie C2 et 1 match de play off. De retour à Empoli, il y reste quatre saisons, disputant 105 matchs et découvrant notamment la Coupe UEFA en 2007.

#### US Palerme (2008-2011)
En 2008, il est transféré pour 7 millions d'Euros à Palerme où il signe un contrat de quatre ans. Recruté  par l'entraîneur Stefano Colantuono, il est écarté avec l'arrivée de Davide Ballardini juste après la première journée de championnat. 
En janvier 2009, il est prêté à la Sampdoria où il joue 17 matchs toutes compétitions confondues.
À son retour à Palerme, il n'entre à nouveau pas dans les plans du club et donc à nouveau prêté, une première fois à Bologne en 2009-2010 puis à Bari en 2010-2011.

#### Retour à Bologne (2011-2012)
En fin de contrat en Sicile, il retourne alors à Bologne où il s'engage pour une saison. Il y dispute 32 matchs mais n'arrive pas à trouver d'accord avec sa direction pour prolonger.

#### AS Monaco (2012-2019)
Il décide alors de tenter sa première expérience à l'étranger et signe à l'AS Monaco pour trois ans. À son arrivée sur le Rocher, le défenseur central de formation se voit décalé sur l'aile droite par son entraîneur italien Claudio Ranieri. Lors de cette année, les supporters découvrent un défenseur physique et solide qui ne lâche rien dans les duels. Il terminera la saison 2012-2013 avec 35 matchs disputés en Ligue 2 et 4 buts en remportant le Championnat de France de Ligue 2. Il commence la saison suivante sur le banc, son entraîneur préférant le jeune Fabinho au sein de son système de jeu porté vers l'attaque rapide. Néanmoins il retrouve peu à peu sa place à droite après les blessures et la méforme du Brésilien, pour finir la saison 2013-2014 titulaire avec 28 matchs disputés pour un but marqué. La saison 2014-2015 marque son replacement au centre de la défense par son nouvel entraîneur Leonardo Jardim. L'Italien dispute pour la première fois de sa carrière la Ligue des champions, et se révèle solide face à des attaquants européens comme Hulk ou encore Stefan Kießling. Au gré des saisons monégasques, sa polyvalence et son état d'esprit lui permettent de compter une moyenne de 30 titularisations dans la défense asémiste. Figure historique de l'effectif de l'ASM, Raggi va jusqu'à se tatouer le logo du club à l'occasion du titre de champion de France remporté en fin de saison 2016-2017 .
Lors de la saison 2018-2019, il est délégué syndical de l'UNFP au sein de l'AS Monaco.
En juin 2019, l'ASM annonce sa décision de ne pas prolonger le contrat de l'Italien, qui quitte donc la Principauté après sept saisons et 230 matchs disputés.
Retraite (2020)
Le 21 janvier 2020, il met officiellement un terme à sa carrière après 17 ans au niveau professionnel.

## Statistiques détaillées

### En club
| Saison                | Club                    | Championnat           | Championnat | Championnat | Coupe nationale | Coupe nationale | Coupe de la Ligue | Coupe de la Ligue | Supercoupe | Supercoupe | Compétition(s) continentale(s) | Compétition(s) continentale(s) | Compétition(s) continentale(s) | Total | Total |
| Saison                | Club                    | Division              | M.          | B.          | M.              | B.              | M.                | B.                | M.         | B.         | Comp.                          | M.                             | B.                             | M.    | B.    |
| 2003-2004             | Carrarese Calcio (prêt) | Serie C2              | 29+1        | 1+0         | 0               | 0               | -                 | -                 | -          | -          | -                              | -                              | -                              | 30    | 1     |
| 2004-2005             | Empoli                  | Serie B               | 9           | 0           | -               | -               | -                 | -                 | -          | -          | -                              | -                              | -                              | 9     | 0     |
| 2005-2006             | Empoli                  | Serie A               | 25          | 0           | -               | -               | -                 | -                 | -          | -          | -                              | -                              | -                              | 25    | 0     |
| 2006-2007             | Empoli                  | Serie A               | 35          | 1           | -               | -               | -                 | -                 | -          | -          | -                              | -                              | -                              | 35    | 1     |
| 2007-2008             | Empoli                  | Serie A               | 33          | 1           | 2               | 0               | -                 | -                 | -          | -          | C3                             | 1                              | 0                              | 36    | 1     |
| Sous-total            | Sous-total              | Sous-total            | 132         | 3           | 2               | 0               | -                 | -                 | -          | -          | -                              | 1                              | 0                              | 135   | 3     |
| 2008-2009             | US Palerme              | Serie A               | 2           | 0           | 1               | 0               | -                 | -                 | -          | -          | -                              | -                              | -                              | 3     | 0     |
| 2008-2009             | Sampdoria (prêt)        | Serie A               | 13          | 0           | 3               | 0               | -                 | -                 | -          | -          | C3                             | 1                              | 0                              | 17    | 0     |
| 2009-2010             | Bologna (prêt)          | Serie A               | 31          | 1           | 1               | 0               | -                 | -                 | -          | -          | -                              | -                              | -                              | 32    | 1     |
| 2010-2011             | AS Bari (prêt)          | Serie A               | 16          | 0           | 2               | 0               | -                 | -                 | -          | -          | -                              | -                              | -                              | 18    | 0     |
| 2011-2012             | Bologna                 | Serie A               | 31          | 0           | 1               | 1               | -                 | -                 | -          | -          | -                              | -                              | -                              | 32    | 1     |
| Sous-total            | Sous-total              | Sous-total            | 93          | 1           | 8               | 1               | -                 | -                 | -          | -          | -                              | 1                              | 0                              | 102   | 2     |
| 2012-2013             | AS Monaco               | Ligue 2               | 35          | 4           | 0               | 0               | 3                 | 0                 | -          | -          | -                              | -                              | -                              | 38    | 4     |
| 2013-2014             | AS Monaco               | Ligue 1               | 28          | 1           | 4               | 0               | 1                 | 0                 | -          | -          | -                              | -                              | -                              | 33    | 1     |
| 2014-2015             | AS Monaco               | Ligue 1               | 27          | 0           | 2               | 0               | 2                 | 0                 | -          | -          | C1                             | 8                              | 0                              | 39    | 0     |
| 2015-2016             | AS Monaco               | Ligue 1               | 31          | 2           | 3               | 1               | 1                 | 0                 | -          | -          | C1+C3                          | 4+5                            | 1+0                            | 44    | 4     |
| 2016-2017             | AS Monaco               | Ligue 1               | 14          | 0           | 5               | 0               | 3                 | 0                 | -          | -          | C1                             | 15                             | 0                              | 37    | 0     |
| 2017-2018             | AS Monaco               | Ligue 1               | 20          | 1           | 2               | 0               | 4                 | 0                 | -          | -          | C1                             | 2                              | 0                              | 28    | 1     |
| 2018-2019             | AS Monaco               | Ligue 1               | 6           | 0           | 0               | 0               | 0                 | 0                 | 1          | 0          | C1                             | 4                              | 0                              | 11    | 0     |
| Sous-total            | Sous-total              | Sous-total            | 161         | 8           | 16              | 1               | 14                | 0                 | 1          | 0          | -                              | 38                             | 1                              | 230   | 10    |
| Total sur la carrière | Total sur la carrière   | Total sur la carrière | 386         | 12          | 26              | 2               | 14                | 0                 | 1          | 0          | -                              | 40                             | 1                              | 467   | 15    |

## Palmarès

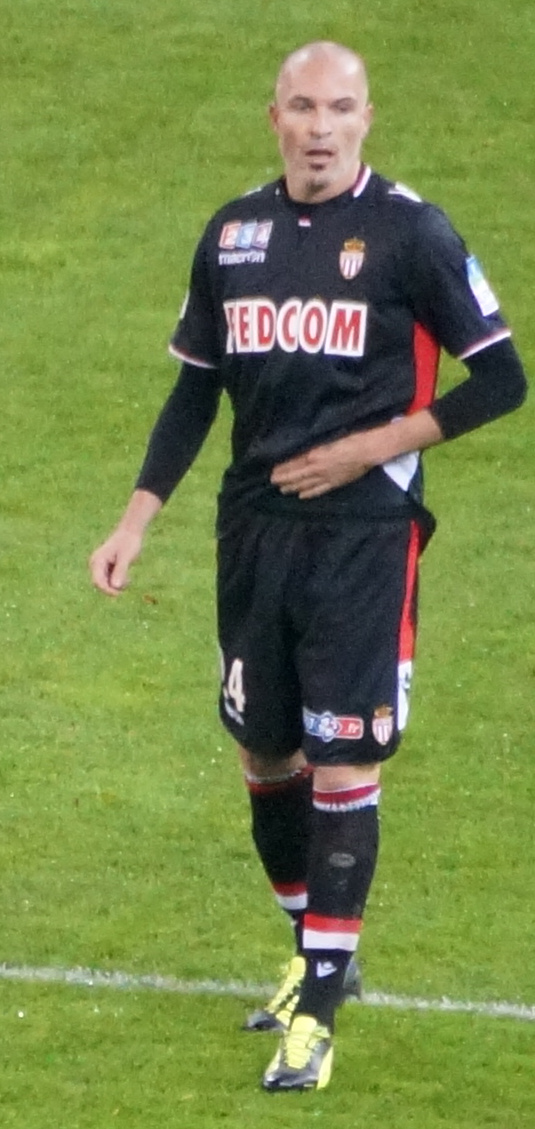
Raggi sous le maillot de l'AS Monaco en 2013.

### En club
- AS Monaco
  - Ligue 1 :
    - Champion : 2017
    - Vice Champion : 2014 et 2018

  - Ligue 2 :
    - Vainqueur : 2013

  - Coupe de la Ligue
    - Finaliste : 2017 et 2018

  - Trophée des champions
    - Finaliste : 2018

  - Ligue des champions de l'UEFA
    - Demi-finaliste : 2017
    - Quart de finaliste : 2015

### Distinction personnelle
- Figure dans l'équipe-type de Ligue 2 2012-2013